# Мута од Дајлама
Мута је био краљ Дајламита из 7. века, који се борио против Арапа у бици код Ваџ Руда. Њега је, међутим, поразио и убио Нуајм ибн Мукарин.